# Virignin
Virignin est une commune française située dans le département de l'Ain, en région Auvergne-Rhône-Alpes.
Ses habitants sont les Virignolans.

## Géographie
Commune située sur les bords du Rhône à 7 km au sud de Belley, elle se trouve dans la partie entre le fleuve et son canal de dérivation. En amont, le défilé de Pierre-Châtel contrôle le passage du Rhône. Du fait du creusement du canal alimentant la centrale hydroélectrique, Virignin est dans une île, c'est-à-dire qu'il faut passer l'eau pour y venir.
Virignin se trouve dans une plaine constituée par un ancien lit du Rhône à la fin de l'ère glaciaire. Cette plaine est bordée à l'ouest par d'anciennes moraines où est installé le village de Brens. À l'est, la montagne de Parves surplombe Virignin par des falaises et des éboulis. Les falaises sont creusées de grottes et trous faits par les tourbillons du fleuve. Des résidus de moraines font des buttes, telle celle sur laquelle se trouve le hameau de Lassignieu. Ces buttes, nombreuses dans la région, sont appelées des « mollards ». Des blocs erratiques déposés par le glacier ont souvent été débités en pierres pour la construction, et l'on peut voir, dans ce pays de calcaire, des maisons construites en pierres d'origine lointaine.
De cette vallée glaciaire ne restent qu'un marais en voie d'assèchement lent et deux ruisseaux : l'un, dit « ruisseau du Marais », en partie recouvert et canalisé, a été incorporé au réseau d'assainissement ; l'autre, l'Ousson, a disparu dans l'aménagement de la centrale hydroélectrique ; il coule dans le contre-canal côté est.
Les GR 59 et 9A, dits du « tour du Bugey », passent par la commune.
La commune est située dans la zone de production AOC des vins du Bugey.

### Climat
Pour des articles plus généraux, voir Climat d'Auvergne-Rhône-Alpes et Climat de l'Ain.
En 2010, le climat de la commune est de type climat des marges montargnardes, selon une étude du CNRS s'appuyant sur une série de données couvrant la période 1971-2000. En 2020, Météo-France publie une typologie des climats de la France métropolitaine dans laquelle la commune est exposée à un climat de montagne ou de marges de montagne et est dans la région climatique Alpes du nord, caractérisée par une pluviométrie annuelle de 1 200 à 1 500 mm, irrégulièrement répartie en été.
Pour la période 1971-2000, la température annuelle moyenne est de 11 °C, avec une amplitude thermique annuelle de 18,4 °C. Le cumul annuel moyen de précipitations est de 1 243 mm, avec 10,1 jours de précipitations en janvier et 7,9 jours en juillet. Pour la période 1991-2020, la température moyenne annuelle observée sur la station météorologique de Météo-France la plus proche, « Belley Man », sur la commune de Belley à 5 km à vol d'oiseau, est de 12,1 °C et le cumul annuel moyen de précipitations est de 1 099,8 mm,. Pour l'avenir, les paramètres climatiques de la commune estimés pour 2050 selon différents scénarios d'émission de gaz à effet de serre sont consultables sur un site dédié publié par Météo-France en novembre 2022.

## Urbanisme

### Typologie
Au 1er janvier 2024, Virignin est catégorisée bourg rural, selon la nouvelle grille communale de densité à 7 niveaux définie par l'Insee en 2022.
Elle est située hors unité urbaine. Par ailleurs la commune fait partie de l'aire d'attraction de Belley, dont elle est une commune de la couronne,. Cette aire, qui regroupe 31 communes, est catégorisée dans les aires de moins de 50 000 habitants,.

### Occupation des sols
L'occupation des sols de la commune, telle qu'elle ressort de la base de données européenne d’occupation biophysique des sols Corine Land Cover (CLC), est marquée par l'importance des territoires agricoles (44,4 % en 2018), une proportion sensiblement équivalente à celle de 1990 (44 %). La répartition détaillée en 2018 est la suivante : 
forêts (29,1 %), zones agricoles hétérogènes (28,6 %), terres arables (12,3 %), eaux continentales (9,6 %), zones urbanisées (7,9 %), milieux à végétation arbustive et/ou herbacée (4,1 %), zones humides intérieures (4,1 %), prairies (3,5 %), zones industrielles ou commerciales et réseaux de communication (0,8 %).
L'évolution de l’occupation des sols de la commune et de ses infrastructures peut être observée sur les différentes représentations cartographiques du territoire : la carte de Cassini (XVIIIe siècle), la carte d'état-major (1820-1866) et les cartes ou photos aériennes de l'IGN pour la période actuelle (1950 à aujourd'hui).

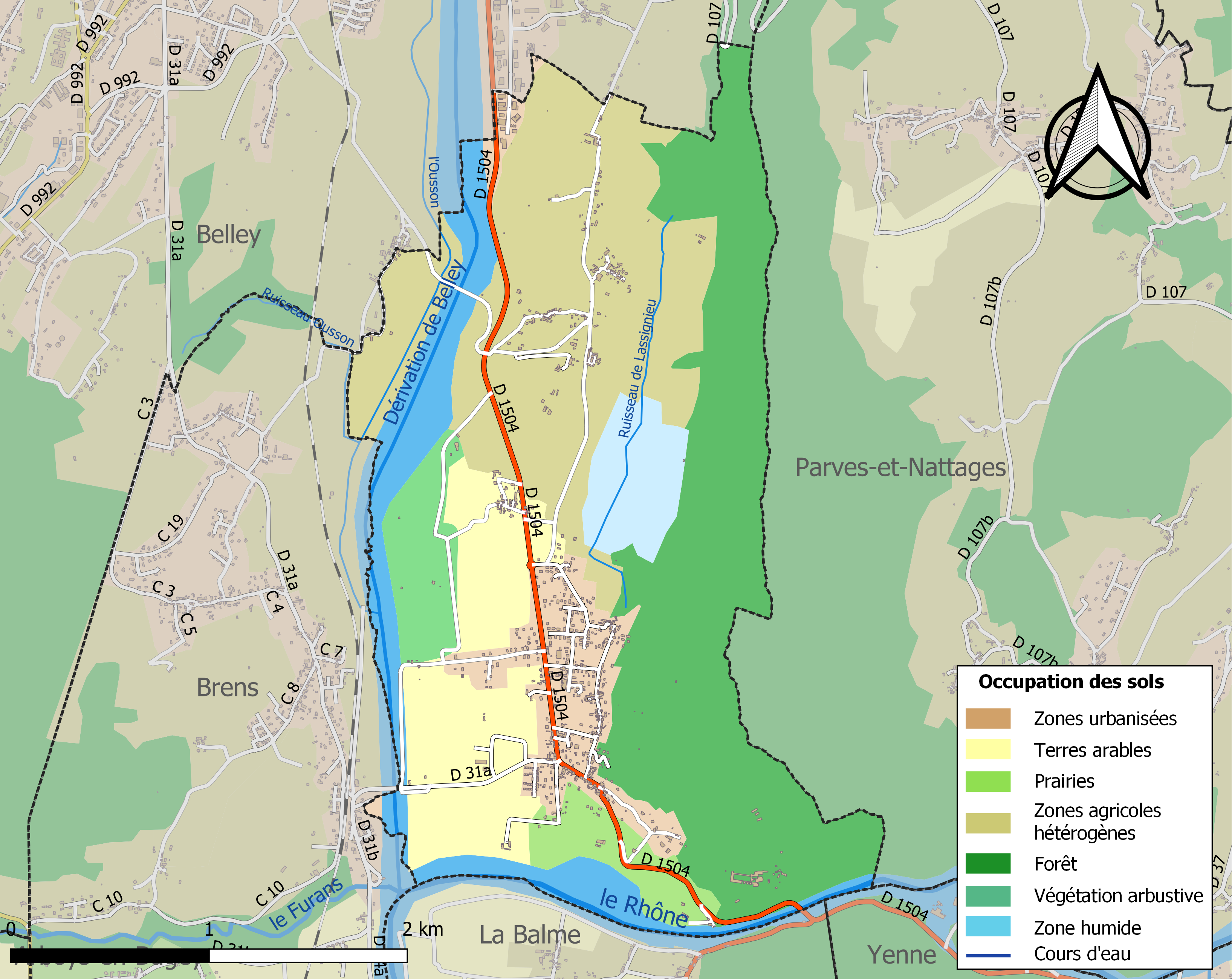
Carte des infrastructures et de l'occupation des sols de la commune en 2018 (CLC).

## Toponymie
Les formes ancienne sont Virignins (1343), Virignin (1645), Virignien (1734).
Le nom de la commune proviendrait d'un nom de domaine gallo-romain *Vironianum.

## Histoire
Sous l'Ancien Régime, Virignin et Brens constituaient la paroisse de Saint-Blaise. Celui-ci est le saint patron de la commune et sa fête était le jour de la « vogue » (fête patronale).
Le fort de Pierre-Châtel, ancienne chartreuse, et le fort-les-Bancs constituaient un verrou défensif quand Virignin était poste-frontière.

## Politique et administration

### Découpage territorial
La commune de Virignin est membre de la communauté de communes Bugey Sud, un établissement public de coopération intercommunale (EPCI) à fiscalité propre créé le 1er janvier 2014 dont le siège est à Belley. Ce dernier est par ailleurs membre d'autres groupements intercommunaux.
Sur le plan administratif, elle est rattachée à l'arrondissement de Belley, au département de l'Ain et à la région Auvergne-Rhône-Alpes. Sur le plan électoral, elle dépend du  canton de Belley pour l'élection des conseillers départementaux, depuis le redécoupage cantonal de 2014 entré en vigueur en 2015, et de la troisième circonscription de l'Ain  pour les élections législatives, depuis le dernier découpage électoral de 2010.

### Administration municipale

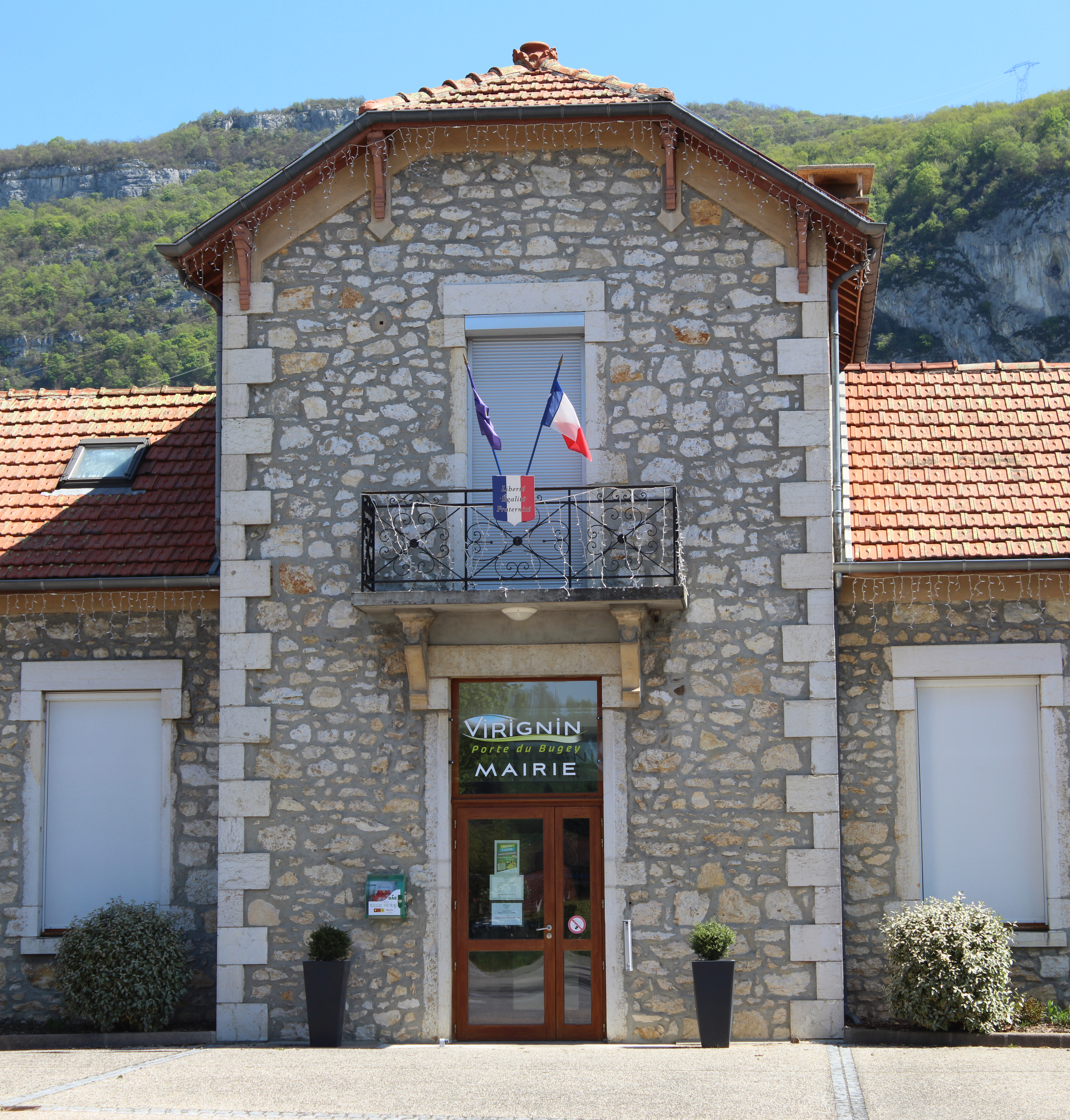
Mairie.

| Période | Période  | Identité           | Étiquette | Qualité                 |
| ------- | -------- | ------------------ | --------- | ----------------------- |
| 1959    | 1960     | Henri Maret        |           |                         |
| 1960    | 1971     | Victor Berlioz     |           |                         |
| 1971    | 1983     | Jean Marcel Faudot |           |                         |
| 1983    | 1989     | René Bel           |           |                         |
| 1989    | 1995     | Raymond Vanbrugghe |           |                         |
| 1995    | 1998     | Thérèse Thiboud    |           |                         |
| 1998    | 1998     | Michel Bressan     |           | Maire de Juin à Juillet |
| 1998    | 2014     | Guy Carnat         |           | Réélu en 2001 et 2008   |
| 2014    | 2020     | Jean-Paul Blanc    |           |                         |
| 2020    | En cours | Stéphanie Bavuz    |           |                         |

## Démographie
L'évolution du nombre d'habitants est connue à travers les recensements de la population effectués dans la commune depuis 1793. Pour les communes de moins de 10 000 habitants, une enquête de recensement portant sur toute la population est réalisée tous les cinq ans, les populations de référence des années intermédiaires étant quant à elles estimées par interpolation ou extrapolation. Pour la commune, le premier recensement exhaustif entrant dans le cadre du nouveau dispositif a été réalisé en 2004.

En 2022, la commune comptait 1 122 habitants, en évolution de +3,03 % par rapport à 2016 (Ain : +5,15 %, France hors Mayotte : +2,11 %).
| 1793 | 1800 | 1806 | 1821 | 1831 | 1836 | 1841  | 1846 | 1851 |
| ---- | ---- | ---- | ---- | ---- | ---- | ----- | ---- | ---- |
| 428  | 568  | 630  | 666  | 884  | 776  | 1 150 | 882  | 944  |

| 1856 | 1861  | 1866 | 1872 | 1876 | 1881  | 1886 | 1891  | 1896 |
| ---- | ----- | ---- | ---- | ---- | ----- | ---- | ----- | ---- |
| 988  | 1 014 | 725  | 633  | 661  | 1 151 | 692  | 1 141 | 899  |

| 1901 | 1906  | 1911  | 1921 | 1926 | 1931 | 1936 | 1946 | 1954 |
| ---- | ----- | ----- | ---- | ---- | ---- | ---- | ---- | ---- |
| 936  | 1 002 | 1 013 | 443  | 412  | 393  | 424  | 417  | 338  |

| 1962 | 1968 | 1975 | 1982 | 1990 | 1999 | 2004 | 2006 | 2009 |
| ---- | ---- | ---- | ---- | ---- | ---- | ---- | ---- | ---- |
| 393  | 394  | 417  | 517  | 550  | 643  | 714  | 725  | 835  |

| 2014  | 2019  | 2022  | - | - | - | - | - | - |
| ----- | ----- | ----- | - | - | - | - | - | - |
| 1 054 | 1 112 | 1 122 | - | - | - | - | - | - |

La population de Virignin augmente rapidement, par l'arrivée de nouveaux habitants attirés par les terrains constructibles nombreux et par le bas niveau de la fiscalité locale. Malheureusement, beaucoup de ces nouveaux habitants travaillent à Chambéry et Aix-les Bains et s'intègrent peu à la vie de la commune, hormis l'école s'ils ont des enfants. Cette augmentation de population se fait au détriment de la surface des terres agricoles.
Une nouvelle école primaire et maternelle a été inaugurée à la rentrée 2011.

## Culture locale et patrimoine

### Lieux et monuments
Virignin est surplombé par le fort de Pierre-Châtel, ancienne chartreuse devenue ouvrage militaire, et par le Fort-les-Bancs. Ces sites sont classés à l'inventaire des monuments historiques et sont actuellement propriétés privées. Au pied de l'ancienne chartreuse, dans un porche de la gorge de la Balme taillée par le Rhône entre Savoie et Bugey, est érigé au milieu du XVIe siècle le Fort-Cellier afin de surveiller le défilé et le péage. Il a l'aspect d'un château construit dans une grotte. Afin de célébrer en 1744 le rétablissement de Louis XV, le peintre Étienne Montagnon, de l'Académie Royale des beaux-arts décora le modeste fortin, notamment en y peignant des fausses fenêtres.
Au bourg du village, on trouve l'église paroissiale placée sous le vocable de Saint-Blaise.

### Zones naturelles protégées

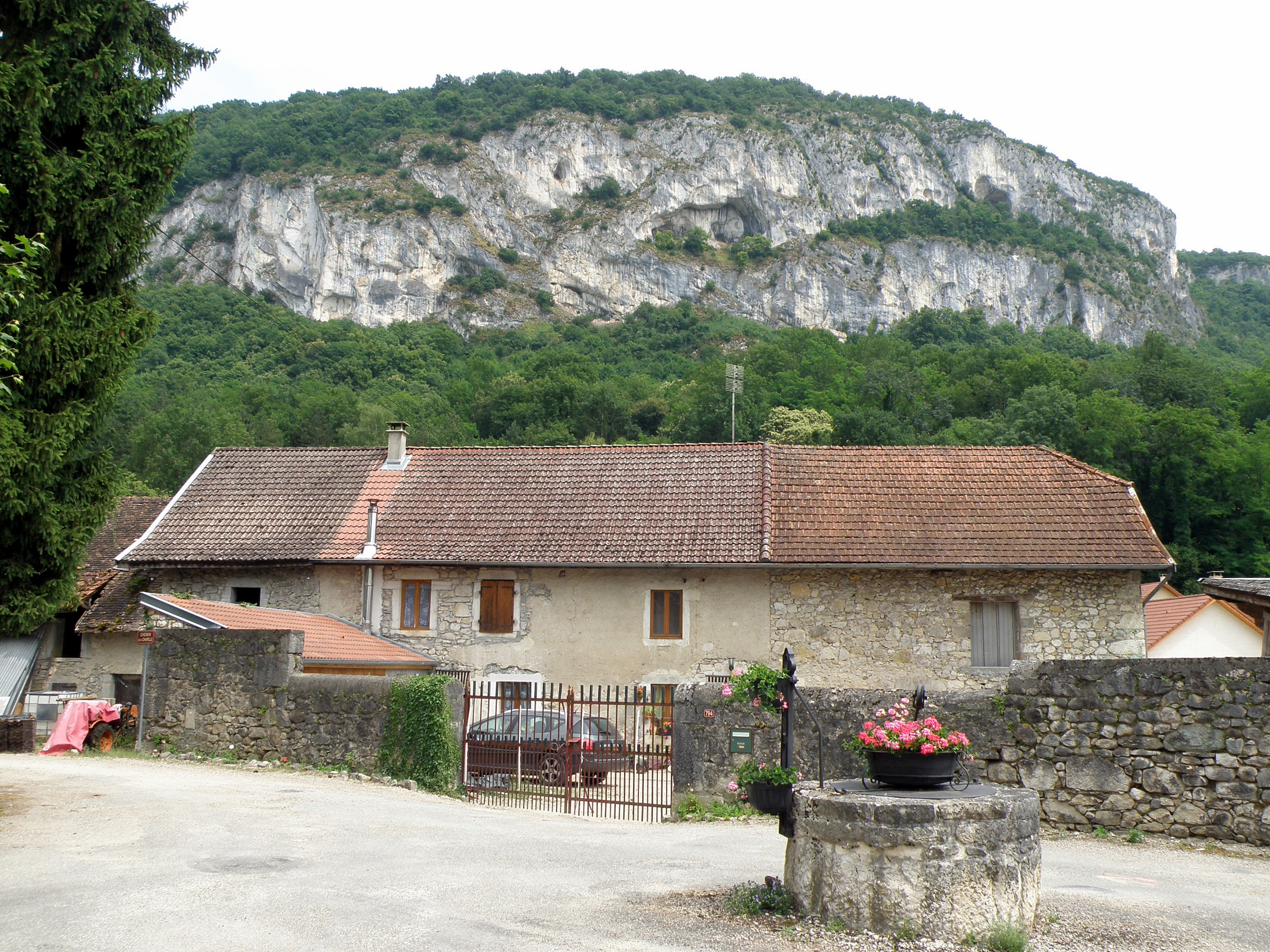
La montagne de Parves trouée de grottes.

- Le Haut-Rhône de la Chautagne aux chutes de Virignin, ZNIEFF de type I, Classée Zone de Protection Spéciale, Natura 2000.
- Marais de Lassignieu.
- Falaise de Virignin, grottes de Pierre-Châtel.
- Bois humide des Cornettes.

### Dans la culture
- La chanson Le Fils de Cambade d'Anthelme Greffe (1780-1847) contient les paroles suivantes : « Y-tan dé bravé feille (Il y a tant de jolies filles) / Qu'habiton Veregnin (Qui habitent Virignin) / Qu'on lé tin so dé greille (Qu'on les tient sous des grilles) / Quemé de capethiin (Comme des Capuçins) »[20].

### Personnalités liées à la commune
- Joseph du Pouget d'Aigrevaux (né le 19 octobre 1818 à Virignin), chef de bataillon, officier de la Légion d'honneur. Après sa retraite militaire, il est devenu chef-d'escadron d'Etat-Major à Monaco et commandant du Palais de Son Altesse Sérénissime[21].
- Laurence Augustine Tournier (née à Virignin, décédée à Bourg en 1843), grand-mère du député Jean Garchery[22].
- Charles-Désiré Bigot (1819-1851), journaliste français.
- Yvonne Récamier (née à Virignin en 1888, morte à Cressin-Rochefort en 1949), peintre aquarelliste de l'école lyonnaise. Le réalisme de ses paysages du terroir (notamment les lacs du Bugey) a révélé la variété des sites de l'Ain, leur richesse botanique et la sensibilité des lumières.
- Richard Delay, réalisateur ayant tourné sur la commune des scènes de sa mini-série Sortie de Secours, récompensée au festival du court métrage de Ceyzérieu en 2023[23].